# Parque nacional Arrecifes de Cozumel
El parque nacional Arrecifes de Cozumel  se considera como parte de la barrera arrecifal denominada “Gran Cinturón de Arrecifes del Atlántico Occidental” (también conocido como “Gran Arrecife Maya” y pertenece al “Sistema Arrecifal Mesoamericano”). 
La isla de Cozumel se encuentra en su mayor parte rodeada de arrecifes de coral, no obstante el área del parque se encuentra comprendida en la mitad sur de la isla, al sur de los muelles internacionales, y rodeando las costas occidente, sur y una porción de la costa oriental. Constituye un recurso natural de gran importancia para la economía regional, ya que en él se realizan actividades recreativas, de conservación, aprovechamiento,  educación, difusión y  monitoreo.
A una distancia de 40 km, al noroeste, se encuentra el parque nacional Arrecife de Puerto Morelos, y a una distancia de 60 km, al suroeste, se encuentra el parque nacional Tulum. 

## Ubicación
Se encuentra en el municipio de Cozumel, en el estado de Quintana Roo, aproximadamente a 16.5 km al oriente de la península de Yucatán, en la zona del Caribe noroccidental. Está localizado en la isla caribeña, abarcando parte de la costa SW, S y SE.. Las coordenadas geográficas extremas son 20° 29’ 02.93” y 20°14’ 27.02” latitud Norte y 86° 53’ 11.54” y
87° 03’ 32.07” longitud Oeste, con una superficie marítimo terrestre total de 11,987-87-50 ha.
En la isla de Cozumel existen dos vías de comunicación con el continente: la aérea, a través del Aeropuerto Internacional de Cozumel, con vuelos nacionales e internacionales; y la marítima, desde Playa del Carmen, con embarcaciones que transportan pasajeros y realizan los recorridos hacia la isla en 35 minutos en diferentes horarios; y desde Calica, punta Venado con una compañía naviera, a través del servicio de transbordador.

### Fisiografía

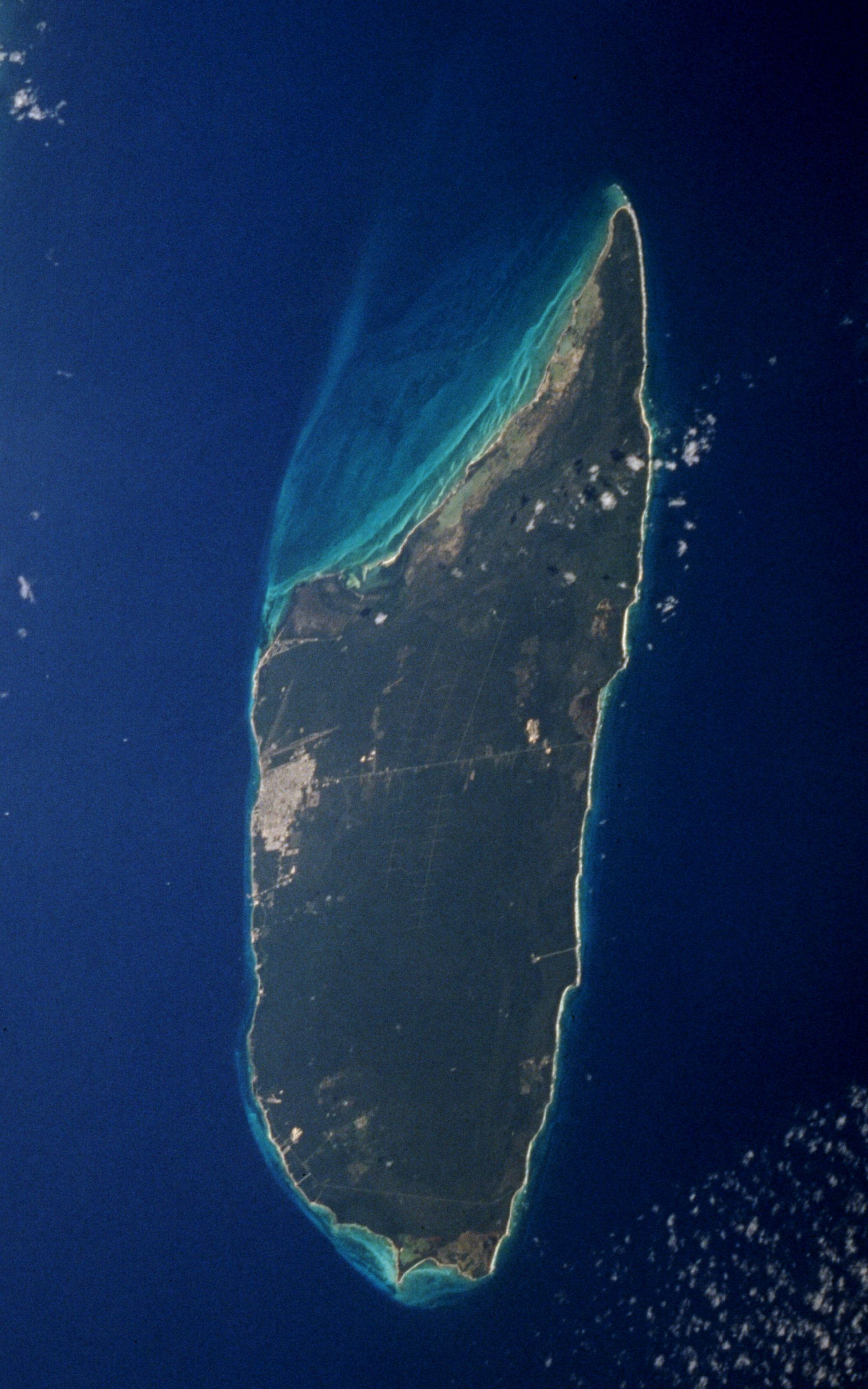
Cozumel vista desde el espacio)

Probablemente el origen de la isla corresponde a un desprendimiento del margen oriental de la península durante la formación de la cuenca de Yucatán, entre el Mesozoico Tardío y el Cenozoico Temprano.  En la isla se presenta una topografía de tipo kárstica, que produce la infiltración del
agua pluvial provocando el colapso de techos de cavernas y formando depresiones pedregosas conocidas como dolinas o cenotes.
En Cozumel tanto los cenotes como las dolinas son de tamaño pequeño. En el área cercana a Punta Sur existen varios cenotes y dolinas en la selva inmediatamente al norte de la laguna de Colombia, así como una pequeña meseta calcárea en Punta Celarain.
La isla está constituida por calizas sedimentarias; probablemente se encuentra, al igual que toda la península de Yucatán, sobre un basamento metamórfico del Paleozoico cubierto por más de 500 m de depósitos, fundamentalmente lechos rojos del Jurásico, que subyacen bajo una sucesión de areniscas y calizas depositadas durante el Cretácico y el Paleoceno, y sobre las que son comunes afloramientos del Terciario. La naturaleza kárstica de la isla impide la formación de ríos en su superficie, ya que toda el agua de lluvia se filtra a través de fracturas y fisuras en el terreno hasta el nivel freático; por lo que los escurrimientos hacia el mar prácticamente no acarrean sólidos en suspensión.
Dentro del área se distinguen tres tipos de suelos claramente definidos: los suelos de mesetas calcáreas, que se encuentran en las partes altas, cubiertos por selva mediana subperennifolia; los suelos de barras costeras y playas, cubiertos de matorral costero o cocotero y, por último, los suelos de cuencas cubiertas por vegetación de manglar y otras halófitas.

### Hidrología
La erosión kárstica de las calizas de la isla de Cozumel ha determinado, por un lado, la ausencia de cauces de agua superficial y, por el otro, la formación de un cuerpo subterráneo de agua dulce que yace sobre las aguas saladas marinas, de mayor densidad. Esta lente de agua dulce alcanza su máximo espesor en la zona centro-oriental de la isla.
La alta permeabilidad de las calizas ha sido la causa de serios problemas de abastecimiento de agua dulce en toda la isla, ya que frecuentemente se mezcla el agua dulce del manto freático superior con agua salada de origen marino. En la zona de la Laguna Colombia este problema es muy marcado, fundamentalmente por la alta tasa de evapotranspiración del sistema lagunar y las intrusiones marinas al mismo.
En el área del parque se encuentran lagunas con aportes subterráneos de agua dulce y salobre, mezcladas con agua marina. La laguna más conspicua es la Laguna de Chankana’ab, que se encuentra en el parque municipal del mismo nombre, con aporte de aguas salobres subterráneas de la zona central de la isla. En la Punta Sur se encuentran cuatro lagunas: Colombia, El Chiquero, Chunchaka’ab e Istacún, todas ellas relativamente someras (menos de 1.50 m de profundidad).

### Relieve submarino y corrientes

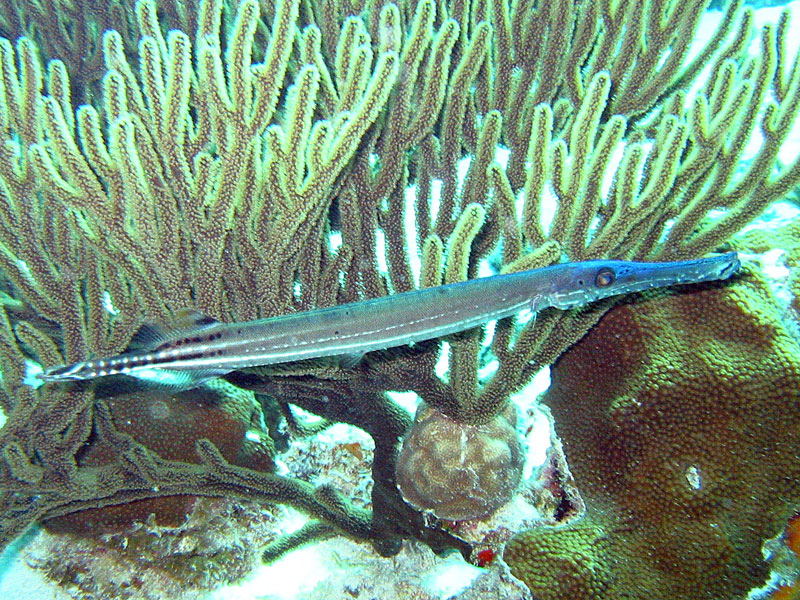
Cozumel Pez trompeta (aulostomus maculatus)

La característica geomorfológica más notoria de la isla es la presencia de una corta plataforma insular en el margen occidental, que termina entre 20 y 30 m de profundidad, dando lugar al talud insular que se precipita a una pendiente cercana a la vertical, hasta profundidades mayores de 400 m. El origen de esta terraza, que constituye una plataforma insular, no ha sido determinado, pero es muy probable que corresponda a una terraza de erosión, muy comunes en todo el Caribe y que fueron formadas por exposición alternada a ambientes submarinos y subaéreos durante las transgresiones marinas del Pleistoceno.
Sobre el borde de esta terraza submarina, en la porción sur y a sotavento de la isla se encuentra una serie de formaciones arrecifales que, siguiendo el contorno del borde, forman una especie de parapeto arrecifal sobre un talud insular, y que constituye los arrecifes profundos de Cozumel.  Estas formaciones arrecifales son discontinuas y están integradas por numerosas estructuras más o menos aisladas entre sí, de dimensión variable y que en conjunto se extienden por más de 9 km, siempre sobre el borde de la plataforma insular en la porción suroeste de la isla. Hacia la región central y norte de la plataforma estas formaciones arrecifales desaparecen y el sustrato calcáreo es colonizado por una rica y diversa comunidad coralina.
El patrón de circulación marina en la región está determinado por la corriente Nor-ecuatorial y la de Guyana, que es una extensión de la Sur-ecuatorial. Estas ingresan al Caribe a través de canales en las Antillas Menores, convirtiéndose en la corriente del Caribe, la cual atraviesa el Caribe y cruza el estrecho de Yucatán para dar origen a numerosos giros importantes en el Golfo de México, así como a la corriente del Golfo.
En el canal entre Cozumel y el macizo continental se presenta una corriente dominante de sur a norte, con una velocidad variable entre uno y tres nudos, dependiendo de la época del año, con un promedio de velocidad de 1.5 nudos. Hay contracorrientes litorales norte-sur que llegan a alcanzar velocidades extremas de 2 nudos, con una duración no mayor a 8 horas diarias.  En general, el contenido de nutrimentos en el mar es muy bajo en la región.

### Clima
Se presenta un clima cálido húmedo con abundantes lluvias en verano, superiores a 40 mm en el mes más seco. La oscilación diaria entre las temperaturas máximas y mínimas es muy pequeña, por lo que la temperatura media de 25.5 °C es uniforme durante casi todos los meses del año, con excepción de la temporada invernal cuando las temperaturas oscilan cerca de los 20 °C. 
La precipitación pluvial se registra durante todo el año, con máximos valores para el mes de junio y la temporada septiembre-octubre entre 190 y 220 mm y las mínimas en marzo-abril con promedio
de 45 mm.  La costa de Quintana Roo se encuentra en la trayectoria de los huracanes o ciclones tropicales que se forman en el Atlántico e ingresan al Caribe. La temporada de ciclones comprende los meses de junio a noviembre, de los cuales agosto y septiembre son
los meses de más alta incidencia.

## Historia

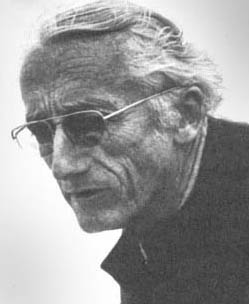
Investigador Jacques Yves Cousteau

- Para la historia de la Isla véase el artículo ‘’Cozumel’’

Existe el mito de que fue el investigador submarino Jacques Cousteau quien dio a conocer en 1960 sobre la riqueza de los arrecifes de coral que rodean la isla, lo que hizo que los entusiastas del buceo se enteraran de la existencia de Cozumel., desencadenando en 1965  el inicio del desarrollo turístico, para recibir a los visitantes.  Esto sin embargo es falso, ya que Cousteau nunca visitó Cozumel en ese periodo de su vida ni filmó en esa época documental alguno en Cozumel o sus alrededores, zonas que no visitó sino hasta los años 70; por lo demás, aunque se trata de un mito muy extendido, no existe una sola foto del oceanógrafo francés o de su barco en aquella mítica visita a la isla. En realidad, el que filmó los arrecifes fue el cineasta mexicano René Cardona y lo que detonó el turismo en esa etapa en la isla fue un artículo de la revista del American Automobile Asociation, cuyos ejemplares los primeros turistas de esa etapa traían de hecho en las manos cuando llegaban a la isla esperando comprobar las maravillas que narraba el reportero John Richard.
El 11 de junio de 1980 se decretó federalmente una “zona de refugio para la protección de la flora y la fauna marinas de la costa occidental de la isla de Cozumel, para la zona comprendida entre la línea de la alta marea de la isóbata de los 50 m, a lo largo de la isla, iniciándose en el muelle fiscal y terminando en el vértice sur denominado Punta Celarain.

### Decreto
En el diario oficial de la federación del 19 de julio de 1996,  bajo la administración del presidente Ernesto Zedillo Ponce de León,  se publicó el decreto que declara Parque Marino Nacional el área conocida como arrecifes de Cozumel , Quintana Roo, ubicada frente a la costa occidental de la isla, con una superficie de 11,987-87-50 ha.

## Objetivos
- Proponer y desarrollar acciones y estrategias que conlleven a la protección y conservación de los recursos naturales, así como la restauración de las zonas críticas que así lo requieran
- Proponer y establecer bases de coordinación interinstitucionales para reforzar las acciones de operación, protección, vigilancia y manejo de recursos.
- Proponer y establecer bases de concertación con los distintos sectores involucrados para conjuntar esfuerzos en la conservación del área.
- Lograr la compatibilidad entre el uso sustentable de los recursos naturales del Parque y la protección de los mismos.

## Biodiversidad
De acuerdo al Sistema Nacional de Información sobre Biodiversidad de la Comisión Nacional para el Conocimiento y Uso de la Biodiversidad (CONABIO) en el Parque Nacional Arrecifes de Cozumel habitan más de 1,200 especies de plantas y animales de las cuales 57 están en categoría de riesgo y 18 son exóticas,
En Cozumel hay varias especies de animales endémicos como el mapache enano (Procon pygmaeus), el tejón de Cozumel (Nasua nelsoni),  el ave saltapared de Cozumel (Troglodytes beani),  el pinto de Cozumel (Spindalis zena), y el pez de Cozumel (Sanopus splendidus), y también se encuentran especies bajo algún estado de protección como las tortugas marinas (verde, caguama y carey), el caracol reina y el coral negro.

### Vegetación terrestre

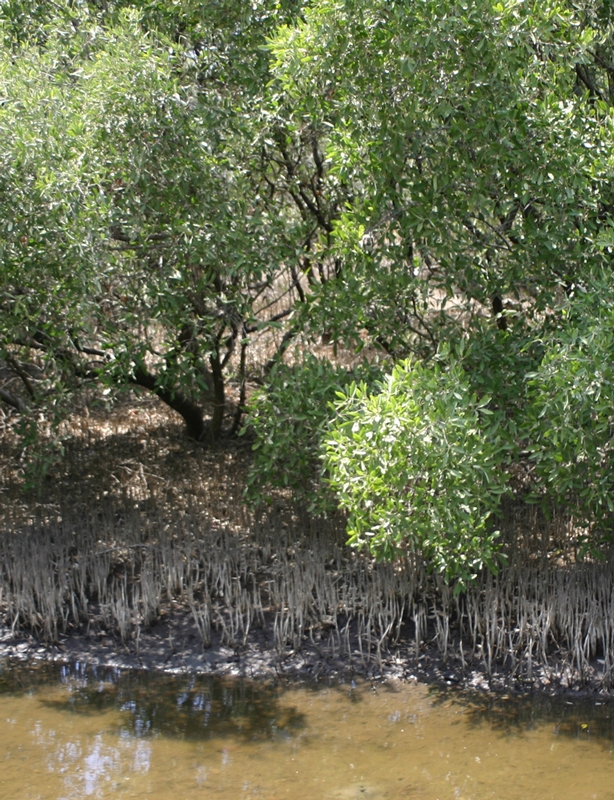
Mangle negro (Avicennia germinans)

La flora de Cozumel está compuesta por 105 familias de plantas vasculares; dos de las cuales corresponden a las pteridófitas, dos a las gimnospermas y 101 a las angiospermas (21 a las monocotiledóneas y 80 a las dicotiledóneas).  Los tipos de vegetación que se encuentran en la isla son: “selva mediana sucaducifolia”, “selva baja caducifolia”, “matorrales costeros “ y  “manglares”.  Las comunidades de manglares presentan una zonificación bien definida, según el nivel de oxigenación, inundación y salinidad del sustrato. Los bordes de la laguna Colombia, con aguas profundas y de mayor oxigenación presentan un bosque de mangle rojo (Rhixophora mangle), las planicies lodosas con mayor salinidad presentan mangle negro (Avicennia germinans), más alejado de las costas se puede encontrar mangle blanco (Laguncularia racemosa).

## Fauna terrestre
A pesar de que el parque en su mayor parte es marítimo, la parte terrestre alberga anfibios, reptiles, aves y mamíferos para un total de 136 especies, de las cuales destacan las tortugas dulceacuícolas (geomyda areolata), el cocodrilo (crocodylus acutus), pelícanos (pelecanus occidentalis), fragatas (fregata magnificens), murciélago (mycronycteris megalotis mexicana), zorra gris (urocyon cinereoargenteus), mapache enano (procyon pygmaeus), etc.

### Flora y fauna marina

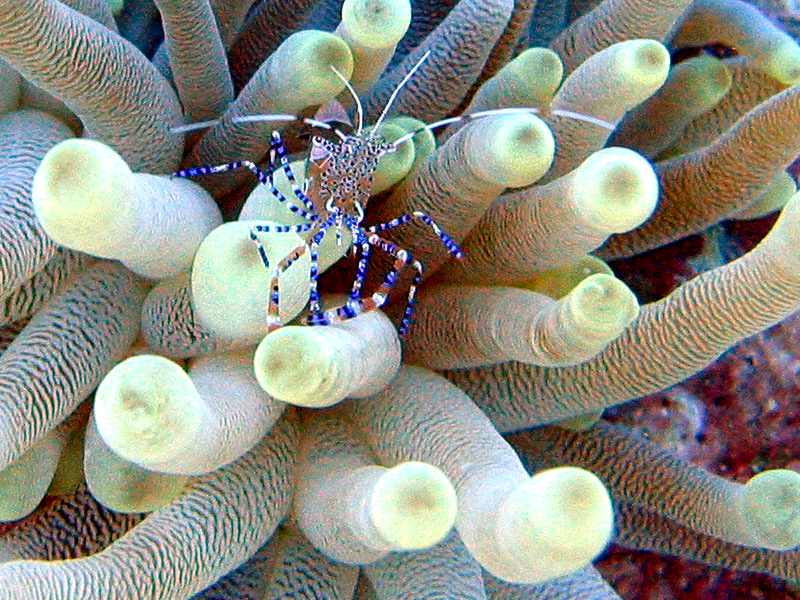
Camarón limpiador moteado (periclimenes yucatanicus)

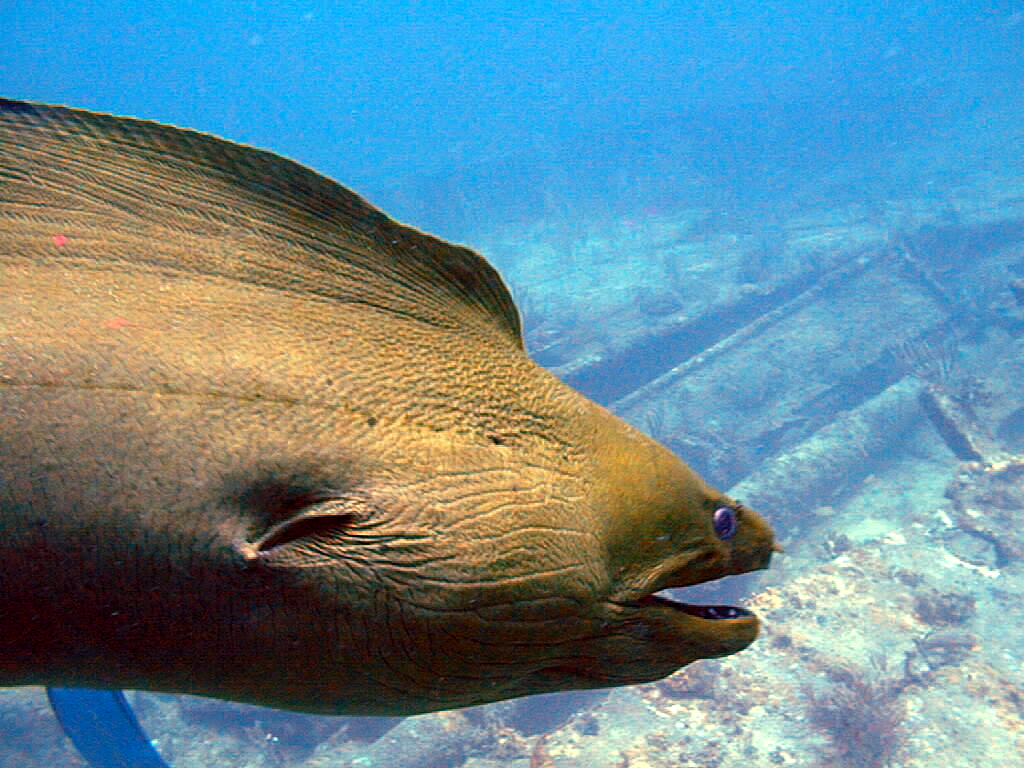
Morena verde (gymnothorax funebris)

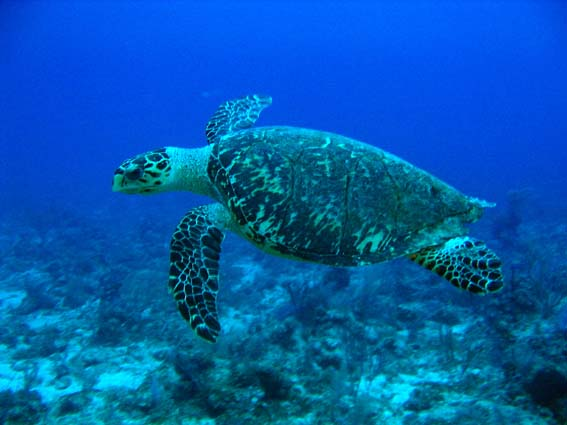
Tortuga de carey (Eretmochelys imbricata)

Los arrecifes están formados por una comunidad coralina que, como todas las de su tipo, son de las más diversas y complejas en los mares. En ella habitan miles de organismos propios de aguas tropicales, donde están representadas cientos de especies de todos los reinos. Del reino animal sobresalen los corales (duros y blandos), zoántidos e hidrozoarios, así como esponjas, crustáceos, moluscos, equinodermos y peces arrecifales. Las comunidades vegetales están representadas tanto por las algas, de las que hay una enorme variedad, como por pastos marinos. Las cianobacterias son de gran relevancia ecológica y al igual que muchos microorganismos son muy abundantes en este ecosistema. Dentro de los ecosistemas arrecifales se encuentran especies territoriales y las que sólo deambulan sobre el arrecife como refugio y base alimentaria, y en algunos casos como zona de reproducción, así mismo se alimentan de algas que crecen sobre y entre los corales.
Algunos ejemplos de especies de fauna y flora marina son: anémona gigante (Condylactis gigantea), coral cerebro (Diploria strigosa), coral de fuego (Millepora alcicornis), coral negro (Antipathes pennacea, A. lenta, A. grandis y A. bichitoena), camarón limpiador moteado (Periclimenes yucatanicus),  cangrejo ermitaño rojo (paguristes cadenati), caracol reina (strombus gigas), tiburón gata (Ginglymostoma cirratum), tintorera (Galeocerdo cuvieri), tiburón limón (Negaprion brevirostris), tiburón toro (Carcharhinus leucas), tiburón martillo (Sphyrna mokarra), raya águila o pinta (Aetobatus narinari), barracuda, morena moteada (Gymnothorax moringa), morena verde (Gymnothorax funebris), caballito de mar (Hippocampus reidi), mero (Epinephelus guttatus),  pez mariposa (Chaetodon capistratus), pez ángel azul (Holacanthus isabelita), pez damisela (Eupomacentrus fuscus),  pez loro reina (Scarus vetula), pez loro arco iris (Scarus guacamaia), tortuga caguama (Caretta caretta), tortuga carey (Eretmochelys imbricata) y la tortuga verde o blanca (Chelonia mydas), entre otros.

## Tratados internacionales para la conservación

### Sistema Arrecifal Mesoamericano (SAM)

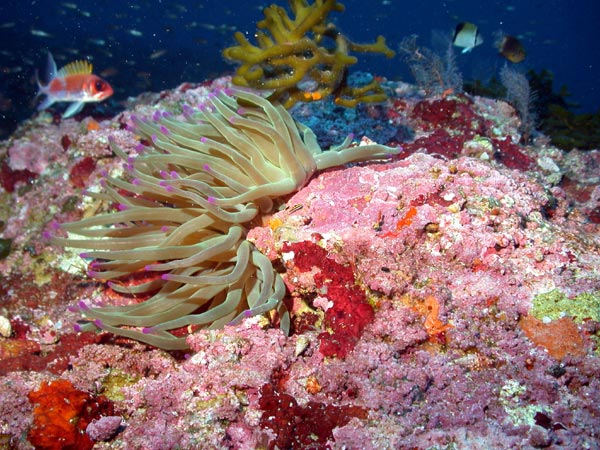
Anémona Gigante (condylactis gigantea)

Los presidentes de México, Guatemala,  Honduras y el primer ministro de Belice se reunieron en Tulum, Quintana Roo, el 5 de junio de 1997 para firmar, en el marco del Año Internacional de los Arrecifes, la Declaración de Tulum. 
En dicha declaración acordaron adoptar la "Iniciativa del Sistema Arrecifal Mesoamericano" (SAM) que promueve la conservación del mismo a través de su uso sustentable.
La estrategia del Sistema Arrecifal del Caribe Mesoamericano se enmarca dentro de: 
- La Convención sobre Diversidad Biológica, establecida como parte de los acuerdos tomados en la Conferencia de las Naciones Unidas sobre Medio Ambiente y Desarrollo, celebrada en Río de Janeiro en 1992.
- Los acuerdos Tuxtla I y II de cooperación entre México y la región Centroamericana, firmados por los presidentes del área.
- Los acuerdos tomados en el seno de la Comisión Centroamericana de Ambiente y Desarrollo, donde destaca como punto relevante impulsar las acciones de conservación del proyecto del Corredor Biológico Mesoamericano.
- El Convenio de Cartagena para la protección y desarrollo del medio marino en la región del Gran Caribe.

### Convenio de RAMSAR
La Convención sobre los Humedales, firmada en Ramsar, Irán, en 1971, es un tratado intergubernamental que sirve de marco para la acción nacional y la cooperación internacional en pro de la conservación y uso racional de los humedales y sus recursos..
México se adhiere a la Convención a partir del 4 de noviembre de 1986 al incluir a la Reserva de la Biosfera Ría Lagartos como humedal de importancia internacional.
Los manglares de Cozumel fueron declarados como uno de los sitios Ramsar de México el 2 de febrero de 2005.

### Acuerdo de Cooperación Ambiental de América del Norte
Con motivo del este acuerdo ratificado por el Gobierno de México en 1996 en el marco del Tratado de Libre Comercio de América del Norte firmado  por el presidente de México, Carlos Salinas de Gortari el 14 de diciembre de 1992, la organización civil Centro Mexicano de Derecho Ambiental (CEMDA) presenta la primera petición por falta de aplicación efectiva de la legislación ambiental a la Comisión de Cooperación Ambiental de América del Norte  (petición número SEM-96-001). Esta petición denominada "Construcción y operación de una terminal portuaria pública para cruceros turísticos en la isla de Cozumel en el estado de Quintana Roo"  dio lugar al expediente de hechos  A14/SEM/96-001/13/FFR que recomienda a las autoridades ambientales mexicanas aplicar efectivamente la Ley General del Equilibrio Ecológico y la Protección al Ambiente.

## Atractivos del lugar

Buceo

En las noches de temporada, y con previo permiso de las autoridades locales, es posible la observación de anidación de tortugas al sur de la isla.
La práctica de snorkel en arrecifes someros se puede realizar desde algunas playas o por medio de embarcaciones de los prestadores de servicios.
El buceo desde luego es la mayor atracción de Cozumel, la temperatura del agua oscila de 25 °C a 32 °C durante el año, la visibilidad puede ser ligeramente superior a los 40 y 50 m, y la diversidad de flora y fauna han colocado a la isla como uno de los cinco mejores destinos en el mundo para la práctica de esta actividad.  Las condiciones de la isla permiten realizar los cursos de iniciación en aguas abiertas, pues en algunos puntos litorales realmente parecen aguas confinadas.  Los buzos certificados, pueden encontrar opciones de acuerdo al nivel de sus habilidades, ya sean novatos, intermedios o avanzados.  El buceo en Cozumel es un buceo de corriente, la cual tiene un promedio de velocidad de 1 a 2 nudos.   Cada ubicación particular de buceo recibe un nombre, muchas veces haciendo referencia al nombre de la playa donde se encuentra, las opciones más conocidas en el parque son: “Paraíso”, “Las Palmas”, “Chankanaab jardines”, “Chankanaab bolones”,” Tormentos” , “Yucab”, “ Punta Tunich”,” San Francisco”,” Santa Rosa”,” Paso del Cedral”,” La Francesa”,” Punta Dalila”, “Palancar jardines”, “Palancar herradura”,” Palancar cuevas”, “Columbia pared”, “Columbia jardines”,” Punta Sur”,” Maracaibo”, “El Mirador”, y “el Islote”.   En junio de 2000, la Armada de México donó y hundió el cañonero C-53 de nombre Felipe Xicoténcatl para la formación de un arrecife artificial al sur de Chankanaab, el pecio se encuentra sumergido entre 18 y 24 m de profundidad.